# لژایسک
لژایسک (به لاتین: Leżajsk) یک منطقهٔ مسکونی در لهستان است که در شهرستان لژایسک واقع شده‌است. لژایسک ۲۰٫۲۹ کیلومتر مربع مساحت و ۱۴٬۵۰۷ نفر جمعیت دارد.